# 언제나 좋은날
언제나 좋은날은 경인방송에서 매일 오후 2시 5분부터 오후 4시까지 방송 중인 음악 프로그램이다.

## 개요
졸립고 나른한 오후 시간을 유쾌하게 채워 줄, <언제나 좋은날>!!
흥겹고 즐거운 80, 90, 2000년대 대중가요와 요즘 신이 나는 최신곡들을 동시에 만날 수 있는 ‘언제나 좋은날’
언제나 좋은날을 만들기 위한 필수 아이템! 90.7 주파수로 만나는 행복 비타민!!

## 역대 DJ
- 1대 : 류시현 (2021년 7월 12일 ~ 2024년 2월 15일)
- 2대 : 채리 (2024년 2월 16일 ~ 현재)

## 코너 소개

### 매일 코너
- 채리네 편.의.점

### 요일 코너
- 월 : 너 제목이 뭐니~??!
- 화 : 채리의 막.가.파. (시즌2)
- 수 : 속닥~속닥~속담퀴즈!!
- 목 : 노래미파솔라시도~
- 금 : 채리가 쏜다~ 치킨을 받아랏~!!
- 토 일 : 그 음악을 멈추지마!!